# برانز میلز (نیوجرسی)
برانز میلز (به انگلیسی: Browns Mills) یک منطقهٔ مسکونی در ایالات متحده آمریکا است که در پمبرتون، نیوجرسی واقع شده‌است. برانز میلز ۱۴٫۵۳۴ کیلومتر مربع مساحت و ۱۱٬۲۲۳ نفر جمعیت دارد و ۲۰ متر بالاتر از سطح دریا واقع شده‌است.